# Sierra Nevada (ośrodek sportów zimowych w Hiszpanii)
Sierra Nevada – hiszpański ośrodek narciarski położony na południu kraju w prowincji Grenada, w Andaluzji, w górach Sierra Nevada. Jest to najdalej wysunięty na południe ośrodek narciarski kontynentalnej części Europy i zarazem najwyżej położony w całej Hiszpanii. Leży około 27 km na południowy wschód od Grenady.
W 1996 r. odbyły się tutaj mistrzostwa świata w narciarstwie alpejskim. Z kolei w 2017 r. w ośrodku rozegrano mistrzostwa świata w narciarstwie dowolnym oraz snowboardzie.
Ośrodek posiada 26 wyciągów narciarskich, a łączna długość tras wynosi blisko 95 km.

## Galeria

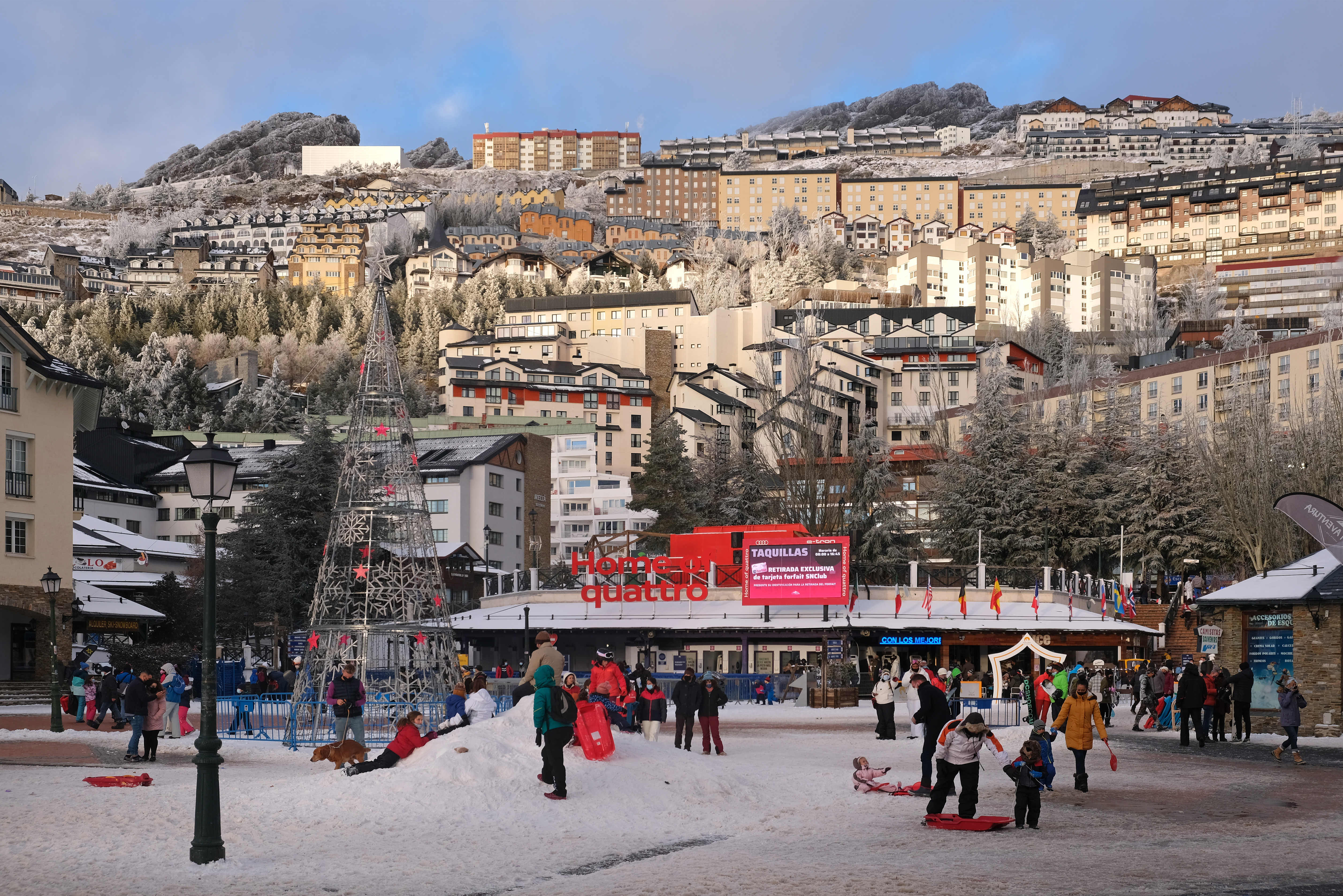
Ośrodek Pradollano w Sierra Nevada
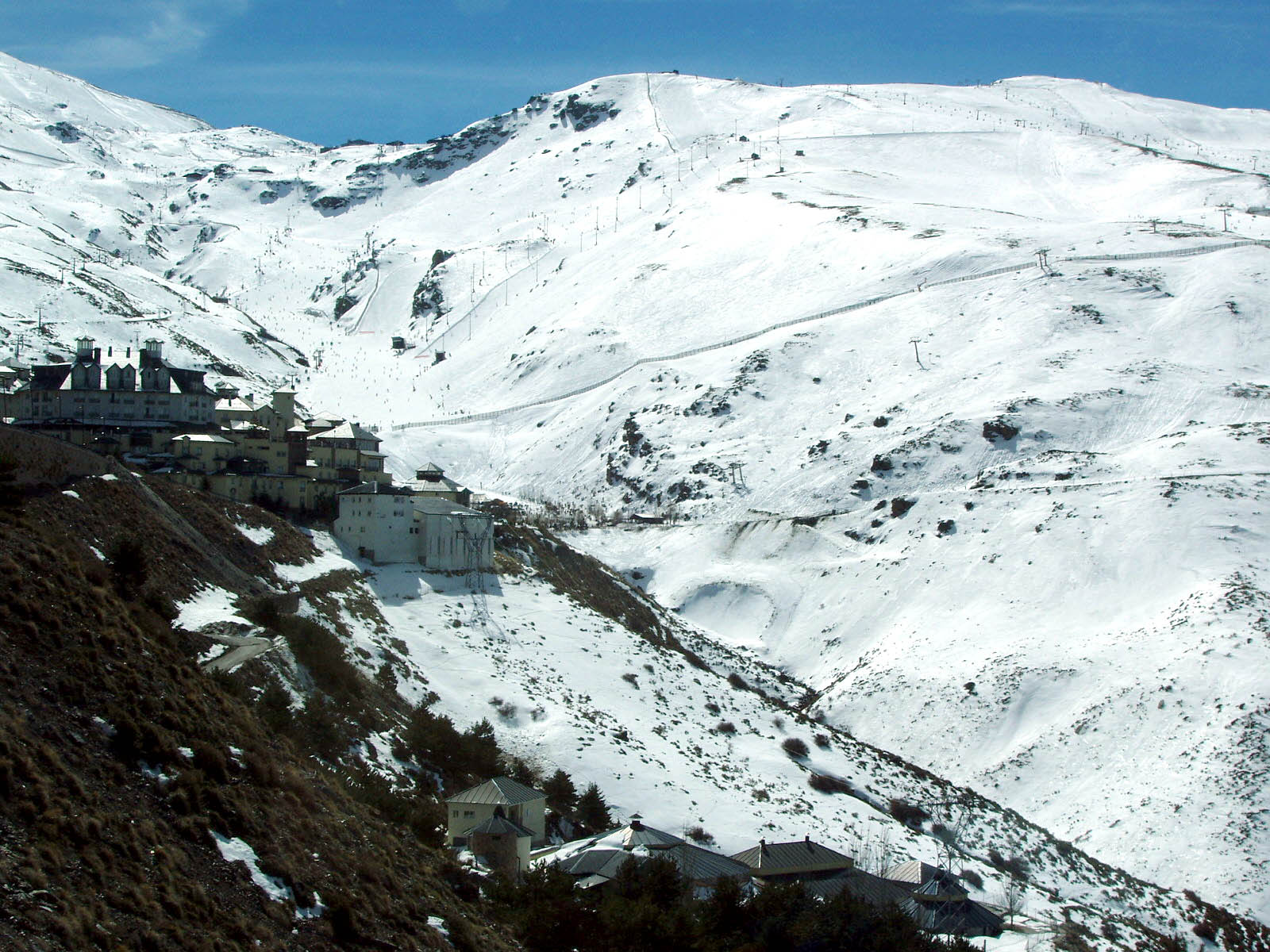
Ośrodek Sierra Nevada
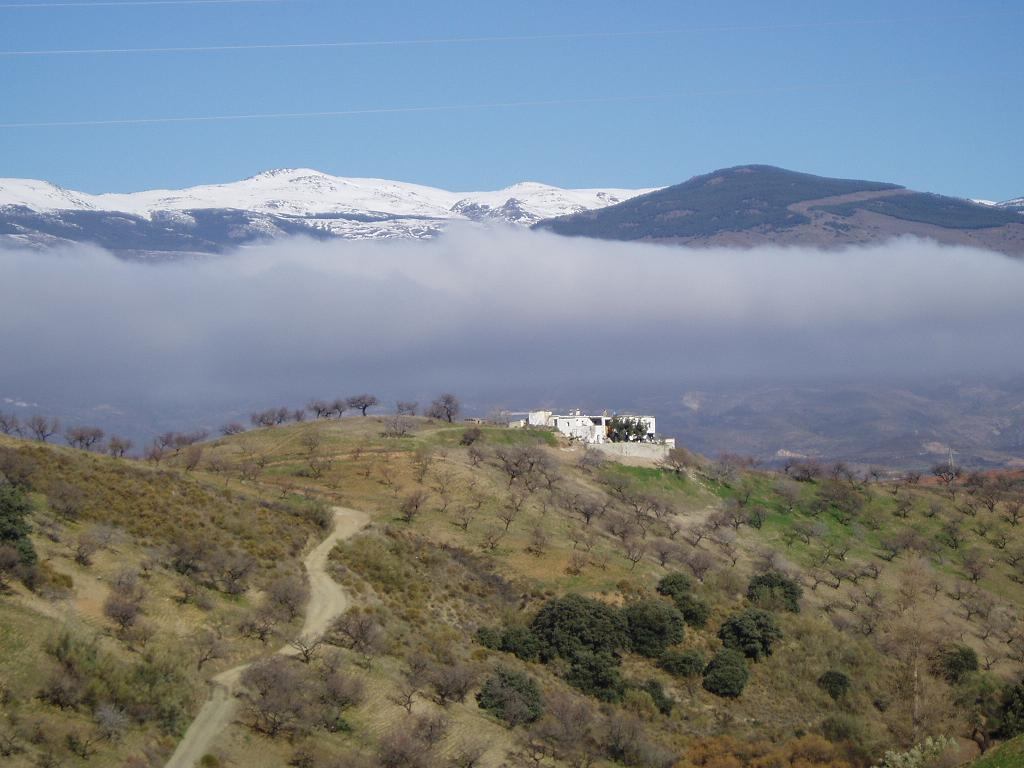
Mulhacén - najwyższy szczyt okolicy